# 汪以玉
汪以玉（？—1647年），徽州府婺源縣人，南明軍事人物。

## 生平
最初汪以玉擔任都司；隆武二年（1646年）七月，他與總兵程敬福攻打開化，與中書舍人程士達，中軍總兵吳國禎、陳明卿、程士洪、余元寬、范天麟、潘文龍，指揮余公瓚、孫甲，副總兵程羽申、陳有功，遊擊佘元英、陳尚遇、陳士秀，守備萬全，百戶鄭綱，武舉洪在德、洪士魁，諸生項遠、黃士良、程繼約跟金聲及滎陽王朱蘊鈐攻打徽州，都司江鼐響應，但很快戰敗，多人被擒。不久汪以玉和閔士英、汪波霄、戴內官先後進入開化，九月時清兵來到，張建伯逃走，他走到大鏞石耳山，程敬福投降清朝；次月，江鼐遭鄉兵所殺，到永曆元年（1647年）二月他也被抓拿殺害。

## 引用
1. 1 2  錢海岳《南明史·卷四十六·列傳第二十二》：中書舍人程士達，中軍總兵吳國禎、陳明卿、程士洪、余元寬、范天麟、潘文龍，指揮余公瓚、孫甲，副總兵程羽申、陳有功，遊擊余元英、陳尚遇、陳士秀，都司汪以玉，守備萬全，百戶鄭綱，武舉洪在德、洪士魁，諸生項遠、黃士良、程繼約，先後從（金）聲及滎陽王蘊鈐攻徽州不克，被執不屈死。……以玉，婺源人。起兵八百人。（隆武）二年七月，與總兵程敬福攻開化，都司江鼐應之，戰敗，有巨人執死。
2. ↑  錢海岳《南明史·卷四十六·列傳第二十二》：尋與（閔）士英、汪波霄、戴內官先後入開化。九月，清兵至，張建伯去，以玉走大鏞石耳山，敬福降清。十月，鼐為鄉兵所殺。永曆元年二月，以玉執死。